# O Quinto Império (filme)
O Quinto Império é um filme português de 2004, realizado por Manoel de Oliveira.

## Prémios e nomeações[1]
Globos de Ouro
| Ano  | Categoria   | Resultado |
| ---- | ----------- | --------- |
| 2006 | Melhor Ator | Nomeado   |